# Насредінов Хікматулло Насредінович
Хікматулло Насредінович Насредінов (нар. 30 січня 1938, село Дехбаланд, тепер Мумінободського району Хатлонської області, Таджикистан) — радянський таджицький державний діяч, секретар ЦК КП Таджикистану, міністр меліорації та водного господарства Таджицької РСР.  Депутат Верховної ради Таджицької РСР 9—12-го скликань (у 1975—1995 роках).

## Життєпис
З 1949 року виховувався в дитячому будинку. У 1954 році, після закінчення семи класів, вступив на навчання до Сталінабадського (Душанбинського) технікуму іригації та механізації сільського господарства, який закінчив у 1958 році.
З 1958 до 1959 року працював лаборантом в Інституті водних проблем Академії наук Таджицької РСР.
Член КПРС з 1959 року.
З 1959 до 1961 року — інженер дільниці в управлінні Пархар—Чубецької зрошувальної системи Таджицької РСР.
У 1961—1966 роках — студент Московської сільськогосподарської академії імені Тимірязєва; студент Московського гідромеліоративного інституту.
У 1966—1970 роках — головний інженер, начальник Пархар—Чубецької зрошувальної системи Пархарського району Міністерства меліорації та водного господарства Таджицької РСР.
У 1970—1971 роках — начальник пересувної механізованої колони (ПМК)—17 Міністерства меліорації та водного господарства Таджицької РСР.
У 1971—1974 роках — начальник Головного управління капітального будівництва Міністерства сільського господарства Таджицької РСР.
У 1974 році — завідувач відділу водного господарства та сільського будівництва Ради міністрів Таджицької РСР.
У 1974—1980 роках — завідувач відділу водного господарства та сільського будівництва ЦК КП Таджикистану. 
У 1980 — 20 грудня 1983 року — міністр меліорації та водного господарства Таджицької РСР.
30 листопада 1983 — 27 вересня 1986 року — секретар ЦК КП Таджикистану із питань сільського господарства.
У 1986—1990 роках — міністр меліорації та водного господарства Таджицької РСР.
У 1990—1995 роках — голова Комітету із аграрної політики, продовольства та зайнятості населення Верховної ради Республіки Таджикистан.
Був кандидатом на посаду президента Республіки Таджикистан у 1991 році.
У 1995—1996 роках — завідувач відділу агропромислового комплексу та продовольства Апарату президента Республіки Таджикистан.
У 1996—1997 роках — начальник Республіканського об'єднання будівництва на селі «Таджикголовводбуд».
У 1997—1999 роках — радник голови Конституційного суду Республіки Таджикистан.
З 1999 року — засновник та голова Аграрної партії Таджикистану.
У 2001—2002 роках — фахівець-експерт із планування у надзвичайних ситуаціях проєкту Азійського банку розвитку «Стратегія покращення управління повенями».
У 2002—2003 роках — консультант Центру управління проєктом Азійського банку розвитку «Яванської іригаційної системи».
У 2004—2008 роках — фахівець із навчання проєкту Азійського банку розвитку з реабілітації сільського господарства, що реалізується Louis Berger Group, Inc.
У 2008—2009 роках — радник з будівельного управління Консалтингової групи «БЕТС-СЕС» проєкту відновлення іригаційних систем Міністерство меліорації та водних ресурсів Таджикистану.
У 2009—2010 роках — спеціаліст з тренінгу до консалтингової компанії «БЕТС» проєкту управління ризиками повені в Хатлонській області Азіатського банку розвитку.
Автор понад 250 статей, монографій та виступів.
Подальша доля невідома.

## Нагороди і звання
- Почесна грамота Президії Верховної ради Таджицької РСР
- відмінник Міністерства меліорації та водного господарства СРСР